# Старая гвардия (фильм)
«Ста́рая гва́рдия» — художественный фильм Сергея Герасимова, снятый в 1941 году.

## Сюжет
Проводив сыновей на фронт летом 1941 года, старики-пенсионеры заменяют их у заводских станков одного из ленинградских заводов.

## В ролях
- Борис Пославский — отец
- Борис Блинов — сын сталевара
- Петр Кириллов — эпизод
- Елена Кириллова — мать

## Съёмочная группа
- Автор сценария: Семен Полоцкий, Матвей Тевелев
- Режиссёр: Сергей Герасимов
- Оператор: Моисей Магид
- Художник: Семён Мейнкин
- Звукооператор: Захар Залкинд

## Критика
Через много лет после выхода фильма советский искусствовед Лев Парфёнов писал в своей биографии Сергея Герасимова об этом фильме: 
Короткометражки выходили на экраны  одна за другой, в них делались попытки отобразить отдельные героические эпизоды фронтовой жизни или народного сопротивления на временно оккупированных территориях нашей страны и стран Западной Европы. Сюжеты снимались с большим энтузиазмом и предельной добросовестностью, но чаще всего без необходимого знания новых условий войны, умозрительно, что и накладывало на большинство из них отпечаток наивности и торопливости.Лев Парфёнов